# Vasile Moșanu
Vasile Moșanu (n. 23 septembrie 1955, Grăseni, raionul Ungheni, Republica Moldova, artist plastic moldovean.

## Studii
- 1971-1975 - Școala Republicană de Arte Plastice "I. E. Repin", Chișinău, Moldova
- 1975-1981 - Universitatea de Arte Plastice, Facultatea Pictură, secția Artă Murală, Tallinn, Estonia

## Experiență profesională
- Debut- 1979 - Expoziția de desen și estampă, UAP, Chișinău, Moldova
- 1983-1985 - Pictor-designer la uzina "M. I. Kalinin", Tallinn, Estonia
- 1986-1989 - Profesor, Școala Republicană de Arte Plastice "I.E. Repin", Chișinău, Moldova
- 1989-1995 - Profesor, Școala Republicană de Arte Plastice pentru Copii "Sciusev", Chișinău, Moldova
- 1996 - Profesor de artă, școala "St. Cyril și Methodius", Ottawa, Canada
- 1997-2000 - Pictor de vitraliu la Compania "Northern Art Glass", Ottawa, Canada
- 2001-prezent - Lector, Universitatea de Arte, Catedra Pictură, Chișinău, Moldova

## Expoziții solo
- 1989 - Muzeul Național de Arte Plastice, Chișinău, Moldova
- 1991 - Casa Centrală a Pictorilor, Moscova, Rusia
- 1998 - Ravensara (Arta și Aromatherapia), Ottawa, Canada
- 1999 - Centrul de Cultură Jagues-Auger, Hull, Quebec, Canada
- 2001 - Biblioteca Națională, Chișinău, Moldova

## Expoziții de grup
- 1979-prezent - Expoziții organizate de UAP din R. Moldova
- 1983 - Expoziția de tineret, Tallinn, Estonia
- 1986 - Expoziția Unională de tineret, Moscova, Rusia
- 1988 - Prima expoziție Unională de pictură, Moscova, Rusia
- 1988 - Expoziția Unională ambulantă, Tixi, Iacuția, Rusia
- 1988 - Expoziția de natură statică, Varșovia, Polonia
- 1988 - Berlin, R.F.G.
- 1989 - Muzeul Național de Istorie, Chișinău, Moldova
- 1990 - "Cultură fără frontiere", Iași, România
- 1990 - Aachen, Germania
- 1991 - Grafică și acuarelă, Undevala, Suedia
- 1991 - "Saloanele Moldovei", Chișinău-Bacău
- 1992 - Grupul "Zece", Chișinău, Moldova
- 1993 - Grupul "Zece", San Elpidio, Italia
- 1993 - Expoziția Internațională "ART-MIF", Moscova, Rusia
- 1994 - Grupul "Zece", București, România
- 1995 - Galeria "Jacar", Ottawa, Canada
- 1996 - Galeria "Le chateau Design", Carolina de Sud, SUA
- 1996 - Expoziție-licitație, centrul "Chateau Laurier", Ottawa, Canada
- 1998 - Galeria Isabelle Forget, Gatineau, Quebec, Canada
- 1998 - Prezențe Romane, Centrul de Cultură Jagues-Auger, Hull, Quebec, Canada
- 2001 - "Saloanele Moldovei", Chișinău-Bacău
- 2002 - Grupul "Zece", Chișinău, Moldova

## Tabere de creație
- 1988 - Tixi, Iacutsc, Iacuția, Federația Rusă
- 1990 - Iași, România
- 1991 - Vălenii de Munte, România
- 1994 - Câmpulung Moldovenesc, România

## Lucrări monumentale în for public, vitralii / restaurații
(cu și pentru Compania Northern Art Glass 1997-2000)
- 1998 - Biserica "St. John’s Lutheran" (Suffer the Little Children). Ottawa, ON, Canada
- 1998 - Hard-Rock Cafe, "John Lennon", Niagara Falls, On, Canada
- 1999 - "Christ Church Cathedral" (Biserica Catedrală a lui Hristos), restaurație, Ottawa, ON, Canada
- 1999 - "Pâinea și peștii", Biserica "St. Andrews Presbyterian", Stittsville, ON, Canada
- 1999 - 1) "The lord is my Shepherd" (Domnul e Păstorul meu), 2) "Not my will, but Thin" (Nu voia mea, ci a Ta), Biserica "Osgoode Presbyterian", Veron, ON, Canada
- 1999 - 1) "Semănătorul", 2) "Chemare", Biserica "St. Pauls Aglican", Shawville, Quebec, Canada

## Premii
- 1981- Concursul Republican de Vitraliu, (Premiul II), Tallinn, Estonia
- 1988 - Concursul Republican de Portret, (Premiul II), Chisinau, Moldova

## Lucrări în colecții publice
- Muzeul Național de Arte Plastice, Chișinău, Moldova
- Biblioteca Națională, Muzeul de Artă, Tixi (Iacuția), Federația Rusă

## Lucrări în colecții particulare
Canada, Estonia, Franța, Germania, Israel, Letonia, Mexico, Moldova, România, Federația Rusă, Spania, SUA
http://arhiva.art.md/mosanu/ Arhivat în 11 ianuarie 2006, la Wayback Machine.